# Tempio del Belvedere
L'unico tempio etrusco oggi ben visibile sopra la rupe di Orvieto (in provincia di Terni) è il tempio del Belvedere, situato nei pressi del pozzo di San Patrizio.

## Descrizione
La pianta è molto vicina alla descrizione canonica dei templi etrusco-italici fornita da Vitruvio nel suo trattato De Architectura.

## Storia
Il tempio venne scoperto casualmente nel 1828 durante i lavori per costruzione della vicina strada.
Risale probabilmente al principio del V secolo a.C. ed ebbe vita fino ai primi decenni del III secolo a.C. Oggi sono ben leggibili il basamento, la scalinata d'ingresso, le basi di quattro colonne ed alcuni blocchi perimetrali.
Non si conosce la divinità venerata nel tempio. L'epigrafe dipinta su una coppa trovata nei dintorni del tempio riporta il nome di Tinia, lo Zeus degli Etruschi. Secondo altre ipotesi, tra le divinità venerate in questo santuario è da annoverare anche il dio Suri. Alle spalle del tempio trovava posto un ambiente sotterraneo rivestito di cocciopesto, in cui potremmo riconoscere una riserva per acque da destinare a celebrazioni liturgiche o piuttosto uno spazio destinato a particolari pratiche di culto. 
Molti frammenti delle decorazioni architettoniche sono conservati al Museo Faina.